# 迈克尔·里瓦斯
迈克尔·里瓦斯（1985年2月2日—）出生於日本並在夏威夷成長，是日本男性歌手、講述者、演員、声優。於波士頓柏克理音樂學院畢業。

## 人物
- 12歲時開始學習小號。
- 喜歡音樂是爵士鼓、電吉他、古典吉他演奏出來的歌。
- 美日混血儿。

## 演出作品
※主要角色以粗體顯示

### 電視動畫
2009年
- 天體戰士桑雷德 FIGHT.37（2009年12月12日、tvk）ジャルゴ

2010年
- 爆丸（2010年3月23日、東京電視台）旁白
- Angel Beats!（2010年4月2日 - TBS系列）TK
- 圣诞之吻SS（2010年9月16日・10月7日 - TBS）謎之男#13、變身腰帶的合成聲音#14

2011年
- 迷茫管家与胆怯的我（2011年9月8日）遊戲裁判#10

2013年
- 妖狐×僕SS特別篇（2013年4月4日、MBS）旁白
- 蒼藍鋼鐵戰艦（美國的通訊）

2014年
- 戲劇性謀殺（系統音）

2015年
- 暗殺教室（音速忍者）
- Charlotte（讀心術的首領）

2016年
- 春太與千夏～春太與千夏共度青春～（馬倫之父）

### 劇場版動畫
2014年
- 名偵探柯南：異次元的狙擊手（卡洛斯·李）

### 遊戲
2015年
- Angel Beats! -1st beat-（TK）

## 作品

### 配信限定
- SCREAM TO THE WORLD（作詞：Michael Rivas・Takato Akahane／作曲：Ricky Hazama・Michael Rivas／編曲：Ricky Hazama）
- No more crying by myself（作詞：Michael Rivas／作曲：Ricky Hazama／編曲：Ricky Hazama）
- ORIGINAL LOVE SONG（作詞：Michael Rivas／作曲：Ricky Hazama／編曲：Ricky Hazama）

## 外部連結
- 公式網站
- 簡介